# Krotowo (Białoruś)
Krotowo (biał. Кротава, Krotawa; ros. Кротово, Krotowo) – wieś na Białorusi, w obwodzie brzeskim, w rejonie janowskim, w sielsowiecie Mołodów.

## Historia
W dwudziestoleciu międzywojennym wieś i folwark leżące w Polsce, w województwie poleskim, w powiecie pińskim, w gminie Porzecze. W 1921 wieś liczyła 423 mieszkańców, zamieszkałych w 72 budynkach, w tym 411 Białorusinów, 10 Żydów i 2 Polaków. 411 mieszkańców było wyznania prawosławnego, 10 mojżeszowego i 2 rzymskokatolickiego. Folwark liczył 10 mieszkańców, zamieszkałych w 3 budynkach, w tym 8 Białorusinów i 2 Polaków. 8 mieszkańców było wyznania prawosławnego i 2 rzymskokatolickiego.
Po II wojnie światowej w granicach Związku Sowieckiego. Od 1991 w niepodległej Białorusi.